# Офер, Батья
Батья О́фер (ивр. בתיה עופר‎, род. 1974, Кфар-Сава) — израильско-канадский коллекционер произведений искусства, меценат и филантроп. Ооснователь Art of Wishes и соучредитель Семейного фонда Идана и Батьи Офер. Офер является председателем Фонда Королевской академии художеств.
Офер также известна своей работой в Фонде «Make-A-Wish Foundation» (дословно — «Загадай желание») в Израиле и Великобритании.

## Ранние годы и образование
Офер родилась в 1974 году в Кфар-Саве, Израиль. По отцовской линии её предки — пережившие Холокост выходцы из Украины.
В возрасте 12 лет Офер переехала в Южную Африку из-за работы её отца. Офер рассказала, что в школе над ней издевались из-за её израильского происхождения. После окончания средней школы в Южной Африке она вернулась в Израиль, чтобы пройти два года национальной службы. Позже она переехала в Торонто, где получила степень в области делового администрирования в Университете Торонто. Офер вышла замуж и у неё есть дочь по имени Даниэль. После развода Офер вернулась в Израиль.
Работая помощником генерального директора в SAP, Офер познакомилась со старшим руководителем Шаем Агасси, а затем присоединилась к его предприятию по производству электромобилей Better Place, где она работала менеджером по международным связям. На этой должности она встретилась с инвестором Иданом Офером. Они поженились в 2009 году. В 2011 году у пары родился сын Сэмми.
Чтобы развить свой интерес к искусству, Офер прошла годичный курс обучения в Кристис и получила частные уроки у историка искусства.
Батья Офер живёт в Великобритании со своим мужем Иданом и детьми.

## Карьера
В течение своей карьеры Офер работала помощником генерального директора в SAP, а затем работала в предприятии по производству электромобилей Шая Агасси Better Place.
Офер является членом правления Центра мира Переса и исполнительного совета декана Гарвардской школы Кеннеди. Вместе с Иданом Офером она учредила Фонд стипендий для выпускников HKS Сэмми Офера для израильских и палестинских студентов Гарвардской школы Кеннеди. Офер выразила поддержку решению израильско-палестинского конфликта по принципу создания двух государств. Она также занимает должности в совете директоров, попечителя и консультанта в Королевской академии художеств, Музее Виктории и Альберта и Сотбис.
В середине октября 2023 года Батья и Идан Офер ушли из исполнительного совета декана Гарвардской школы имени Кеннеди в ответ на реакцию руководства университета на террористические атаки ХАМАСа на Израиль. Батья Офер высказалась в своём заявлении, что её «вера в руководство университета подорвана» и что она «не может добросовестно продолжать поддерживать Гарвард и его комитеты».
В марте 2024 года Батья Офер была среди награждённых Медалью за выдающиеся заслуги Центра мира Переса для израильских женщин, отличившихся в области мира и инноваций.

## Благотворительность
Офер впервые стала сотрудничать с организацией «Друзья загадки желаний» в Израиле в качестве филантропа после смерти её сестры. Через несколько лет она стала почётным президентом организации. За время своего пребывания в должности она собрала для организации около 4,5 миллионов долларов. В 2013 году она переехала в Великобританию и стала сотрудничать с фондом Make-A-Wish Foundation UK. С тех пор она поддерживает Фонд «Загадай желание» и в 2017 году запустила инициативу «Искусство желаний», которая с 2017 года собрала более 9 миллионов фунтов стерлингов.
Вместе со своим мужем Офер основала Семейный фонд Идана и Батьи Офер, который занимается здравоохранением, технологиями, образованием, лидерством и культурными проектами в США, Великобритании и Израиле.
В 2012 году Офер и галерист Алон Сегев провели арт-аукцион в Арсофе, все доходы от которого пошли в фонд Make-A-Wish Israel.
В 2017 году Офер собрала 13 миллионов шекелей для детей с критическими заболеваниями в Лондоне.
В 2023 году она и её муж пожертвовали средства на программу «25 лет и младше» в Королевской академии художеств, субсидируя входные билеты для юных посетителей на временные выставки. В марте 2023 года Королевская академия художеств провела вечер, посвящённый вкладу Офер в искусство.

## Коллекционирование произведений искусства
Офер признана в арт-сообществе Лондона. В декабре 2023 года Офер была назначена новым председателем Фонда Королевской академии. Она также является попечителем Международного совета Сотбис и внесла свой вклад в развитие Музея Виктории и Альберта.
Офер интересуется послевоенным и современным искусством, особенно немецким. На протяжении многих лет она собирала произведения искусства разных художников, в том числе Томаса Штрута, Рудольфа Штингеля, Зигмара Польке и Мэнди Эль-Сайех. Она также сотрудничала с другими коллекционерами произведений искусства, такими как Ларри Гагосян и Дэмьен Херст.
В 2018 году Офер обвинила художника Бэнкси в создании антисемитских произведений искусства.
В 2022 году пара внесена журналом ARTnews в число 200 лучших коллекционеров произведений искусства в мире. В том же году Офер и её муж приобрели «Раскаяние (1969)» Филипа Гастона за 7,8 миллиона долларов.